# Lauhire
Le Lauhire (Laouhire) est un petit pays charnière entre Pays basque et Béarn. Il est situé au nord de la confluence du Saison et du gave d'Oloron. Il inclut les communes d'Abitain, Arbouet-Sussaute, Autevielle-Saint-Martin-Bideren, Labastide-Villefranche, Bergouey, Ilharre et Osserain.
Son nom, du basque lau hiri 'quatre domaines', a été expliqué par sa situation de confins entre Soule, Basse-Navarre, Béarn et Gascogne (à l'époque de l'influence de Dax jusqu'en ces lieux, avant le rattachement d'Orthez au Béarn au XIe siècle.
Mais il peut tout autant référer à quatre domaines agricoles sans autre prétention.
Le pays est cité en 1256 (Lauƒire) et au XVe siècle (Lauphire) puis encore sous le nom de Lauƒiray en 1538.
Lauhire est le nom d'une maison située sur la commune d'Arancou.
Le Lauhire est traversé par le Lauhirasse ou Xuhukoa, un affluent de la Bidouze.